# Badminton Norfolk Island
Badminton Norfolk Island ist der Dachverband der Norfolkinsel für Badminton. Präsident des Verbandes ist Joanne Snell, Generalsekretär ist Jonathan Snell.
Der Verband ist Mitglied der Badminton World Federation und von Badminton Oceania.
Zu den Commonwealth Games 2014 entsandte der Verband folgende Spieler: Richard Cribb, Michael Donohoe, Terry Gray, Jason Quintal, Joanne Snell.